# Jindřich Lotyšský
Jindřich Lotyšský (latinsky: Henricus de Lettis, německy: Heinrich von Lettland, lotyšsky: Latviešu Indriķis, estonsky: Läti Henrik; 1187 Magdeburk – po 1259 Rubene) byl německo-lotyšský katolický kněz, misionář a historik. Proslul sepsáním latinské kroniky Heinrici Cronicon Lyvoniae, jež popisuje historii Livonska (dnešní Estonsko a sever Lotyšska) v letech 1180 až 1227. Kronika byla dokončena asi roku 1229. Je základním zdrojem informací o christianizačním procesu v Pobaltí a severních křížových výpravách, které ovšem Jindřich idealizuje a obhajuje. Pravděpodobně byl Jindřich svědkem většiny událostí, o nichž referuje. Jeho kronika mohla vzniknout jako zpráva pro papežského legáta Viléma z Modeny, kterému byl Jindřich přidělen jako tlumočník v letech 1225 až 1227, když byl Vilém v Livonsku urovnávat spor mezi Řádem mečových bratří a biskupstvím. Jindřichovo narození v Magdeburku není zcela jisté, existuje i teorie, že se narodil v německé rodině v Lotyšsku, takže bývá označován i za Lotyše. O jeho životě je málo známo, ví se jen, že v mládí byl vzat na vychování do domácnosti rižského kníže-biskupa Alberta z Rigy (1165–1229), že roku 1208 byl vysvěcen na kněze, a že v závěru života založil farnost, kde dožil. Rok smrti není znám, poslední písemná zmínka o něm pochází z roku 1259, kdy byl vyslýchán jako svědek ve sporu o hranice arcidiecéze a řádu.